# Francesca Archibugi
Francesca Archibugi (Roma, 16 de mayo de 1960) es una directora y guionista italiana. 

## Biografía
Nacida y criada en Roma en una familia intelectual (su hermano mayor es el teórico político y económico Daniele Archibugi), comenzó a estudiar actuación con Alessandro Fersen y se graduó en Dirección de Cine en el Centro Sperimentale Cinematografía en Roma.
De 1980 a 1983 dirigió cortometrajes como "La pequeña aventura" (1981), sobre niños discapacitados, y actuó en "La caída de los ángeles rebeldes" (1981), dirigida por Marco Tullio Giordana y protagonizada Alida Valli. Filmó el cortometraje "Un sueño defraudado" en 1984 con el dúo Lualdi-Interlenghi e interpretó a la mujer intelectual neurótica en la película de Giuseppe Bertolucci "Secretos, secretos" (1986), nuevamente protagonizada por Alida Valli, y con Rossana Podestà, Lea Massari, Lina Sastri y Stefania Sandrelli. En 1987, escribe el guion de  El verano está terminando.
Su debut cinematográfico largo llegó con Mignon vino a quedarse en 1988, un amargo retrato familiar que examina las primeras experiencias y decepciones del amor adolescente. La película ganó 5 premios David di Donatello: Mejor nuevo director, Mejor actriz (Stefania Sandrelli), Mejor actor de reparto (Massimo Dapporto), Mejor guion y Mejor sonido. Durante la filmación, se enamoró del compositor Battista Lena, que escribió la partitura de su película.
Su segunda película, Al anochecer (1990), protagonizada por Marcello Mastroianni y Sandrine Bonnaire, fue un éxito. Fue nombrada Mejor Película del año en los David di Donatello. La película entró en el 17º Festival Internacional de Cine de Moscú.
Su tercera película, La gran calabaza (1993), protagonizada por Sergio Castellitto y Anna Galiena, ganó 2 David di Donatello, por Mejor Película y Mejor Guion, y fue otro éxito. También se proyectó en la sección Un Certain Regard en el Festival Internacional de Cine de Cannes de 1993.
En 1994, dirigió Con los ojos cerrados, basada en la novela de Federico Tozzi, protagonizada por Laura Betti, Stefania Sandrelli, Sergio Castellitto y Debora Caprioglio. Sus siguientes películas fueron La extraña historia de la banda sonora(1997) y El peral (1998).
Ornella Muti protagonizó Mañana en 2001, una película sobre el Terremoto de Umbría y Marcas en 1997. Colaboró en  Pasolini-las razones de un sueño  (2001) y con Giovanna Mezzogiorno y Roberto Citran en Lecciones de vuelo (2005).
Su último film se titula El colibrí con una influencia evidente del director español Pedro Almodóvar.

## Filmografía
- Mignon vino a quedarse (Mignon è partita) (1988)
- Al anochecer (Verso sera) (1990)
- La gran calabaza (Il grande cocomero) (1993)
- Con los ojos cerrados (Con gli occhi chiusi) (1994)
- La strana storia della banda sonora (1997)
- El árbol de la droga (El árbol de las peras) (L'albero delle pere) (1998)
- Mañana (Domani) (2001)
- Renzo e Lucia (2004, TV miniseries)
- Lezioni di volo (2006)
- Cuestión de corazón (Questione di cuore) (2009)
- El nombre del bambino (Il nome del figlio) (2015)
- Like Crazy (2016)
- Gli Sdraiati (2017)
- Vivere (2019)
- El colibrí (Il colibri) (2022)

## Premios y distinciones
Festival Internacional de Cine de Venecia
| Año  | Categoría     | Película             | Resultado |
| ---- | ------------- | -------------------- | --------- |
| 1998 | Premio OCIC   | El árbol de la droga | Ganadora  |
| 1998 | Premio UNICEF | El árbol de la droga | Ganadora  |

Festival Internacional de Cine de San Sebastián
| Año  | Categoría                                         | Película         | Resultado |
| ---- | ------------------------------------------------- | ---------------- | --------- |
| 1988 | Premio Banco de Vitoria a los Nuevos Realizadores | Mignon è partita | Ganador   |
| 1988 | Premio de la Juventud                             | Mignon è partita | Ganador   |